# چه زمانی برای زنده بودن (آلبوم سوپرچانک)
| بررسی جمعی      | بررسی جمعی |
| منبع            | رتبه‌بندی   |
| --------------- | ---------- |
| انی‌دیسنت‌میوزیک؟ | 7.4/10     |
| متاکریتیک       | 83/100     |
| بررسی انتقادی   |            |
| منبع            | رتبه‌بندی   |
| آل‌میوزیک        | [ ۳ ]      |
| ای. وی. کلاب    | A          |

چه زمانی برای زنده بودن (به انگلیسی: What a Time to Be Alive) یازدهمین آلبوم استودیویی گروه آمریکایی ایندی راک سوپرچانک است. در فوریه ۲۰۱۸ توسط مرج رکوردز منتشر شد.

## فهرست آهنگ
همهٔ ترانه‌ها توسط سوپرچانک نوشته شده‌است.
| شماره      | نام                       | مدت   |
| ---------- | ------------------------- | ----- |
| ۱.         | «What a Time to Be Alive» | ۳:۴۵  |
| ۲.         | «Lost My Brain»           | ۱:۳۶  |
| ۳.         | «Break the Glass»         | ۳:۰۹  |
| ۴.         | «Bad Choices»             | ۲:۵۳  |
| ۵.         | «Dead Photographers»      | ۳:۱۷  |
| ۶.         | «Erasure»                 | ۳:۴۰  |
| ۷.         | «I Got Cut»               | ۲:۴۸  |
| ۸.         | «Reagan Youth»            | ۲:۲۱  |
| ۹.         | «Cloud of Hate»           | ۱:۱۳  |
| ۱۰.        | «All for You»             | ۳:۲۶  |
| ۱۱.        | «Black Thread»            | ۴:۰۷  |
| مجموع مدت: | مجموع مدت:                | ۳۲:۱۵ |

## پرسنل
- مک مک کاون - آواز، گیتار، هنر جلد
- لورا بالانس - باس، هنر جلد
- جیم ویلبر - گیتار
- جان وورستر - درامز
- سابرینا الیس - خواننده در "Break the Glass"
- استفین مریت - خواننده در "Erasure"
- کیتی کراچفیلد - خواننده در "Erasure"
- دیوید بازان - خواننده در "Cloud of Hate"
- اسکایلار گوداس - خواننده در "Black Thread"
- بو سورنسون - ضبط
- متیو بارنهارت - مسترینگ
- لیسا گوتوالز - عکاسی